# Брозамер, Ганс
Ганс Брозамер (нем. Hans Brosamer; между 1480 и 1490—1552, Эрфурт) — немецкий художник, гравёр и резчик.

## Биография

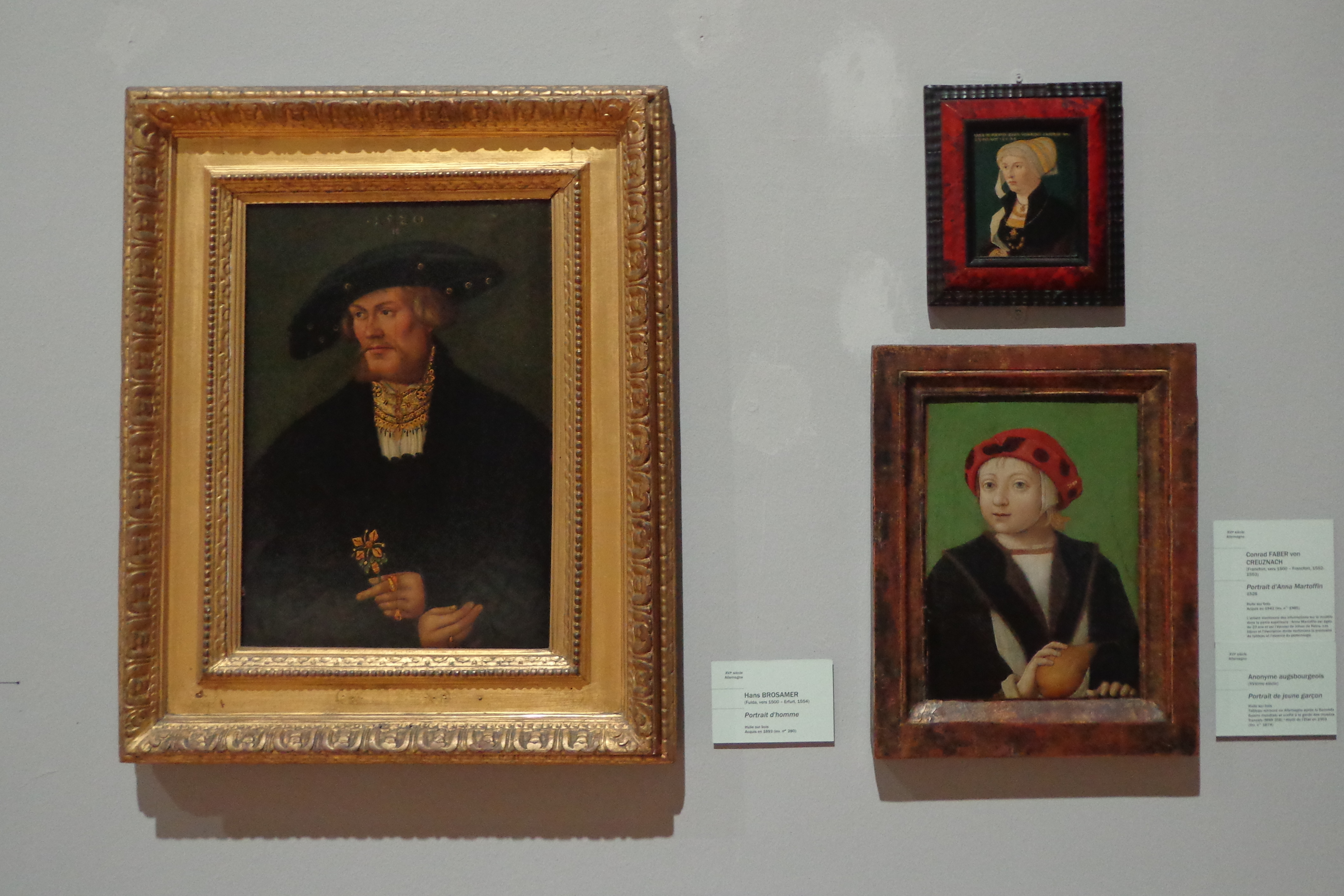
Картины Брозамера в страрбургском музее

Ганс Брозамер родился ок. 1495 года в городе Фульда (земля Гессен). С 1536 по 1550 год проживал в родном городе, позднее переехал в Эрфурт.
Художника причисляют к школе Лукаса Кранаха Старшего. До настоящего времени сохранились в основном гравюры и ксилографии Ганса Брозамера. Картин Брозамера известно немного.
В конце XIX — начале XX века на страницах «Энциклопедического словаря Брокгауза и Ефрона» о творчестве хужожника были написаны следующие слова: «Он подражал Альдегреверу и Бургкмайеру; принадлежит к школе так называемых «малых мастеров».
Собрание таких гравюр на дереве он издал в «Kunstbüchlein», которое светотипией воспроизведено Липманом (Берлин, 1878). Среди его лучших гравюр можно назвать: «Аббат Иоанн Фульдский», «Игрок на лютне».
Ганс Брозамер умер в 1552 году в городе Эрфурте.